# 山上直輝
山上 直輝（やまがみ なおき、1983年7月29日 - ）は、京都府舞鶴市出身の元プロ野球選手（投手）、野球指導者。左投左打。

## 来歴
小学4年生の頃から野球を始め、中学はボーイズリーグの舞鶴ベースボールクラブに所属。高岡第一高等高校へ進学。中学・高校チームメイトには中日ドラゴンズ・阪神タイガースでプレーした髙橋聡文がいる。高校卒業後は高岡法科大学硬式野球部へ。2年秋から主戦として登板したが目立った成績はない。
大学卒業後、北陸銀行野球部を前身とする社会人野球クラブチーム・富山ベースボールクラブでプレー。その後、トライアウトを経て元西武ライオンズの竹内和也が監督を務める京都ファイアーバーズへ移籍。
2010年に関西独立リーグ (初代)・神戸9クルーズに入団した。翌年は兵庫ブルーサンダーズに移籍。主にリリーフ投手。谷間の先発要員として起用された。
2013年にアメリカ独立リーグパシフィック・アソシエーション所属マウイ・イカイカと契約。マウイでは16試合全てリリーフとして登板し、防御率3.29。チームメイトに吉田えりがいる。マウイではパシフィック・アソシエーションリーグチャンピオンとなる。
その後2015年にはフランス野球1部リーグに所属するサヴィニー・ライオンズと契約。
2年目の2016年は選手兼コーチとなり、ゲームでは投手を差配し、自らも主戦として登板。7月16日にラ・ロシェルで行われたフランス国内リーグオールスターゲームに選出され、1イニング2奪三振の成績。
翌シーズンのオファーをフランス国内チーム・その他のヨーロッパ球団などから受けるも帰国し野球から退く。
2019年、同年に始動した奈良県大和郡山市の社会人硬式野球クラブチーム・NARA DEERS（奈良ディアーズ）のコーチを務めたのち、2020年9月より、日本野球連盟登録を目指す、同じく奈良県が拠点の社会人硬式野球クラブ・アルヴァーズ ベースボールクラブの代表兼監督に就任。
2021年2月5日、学生野球資格を回復した。
2023年1月7日、関西独立リーグ (2代目)（さわかみ関西独立リーグ）・兵庫ブレイバーズ（兵庫ブルーサンダーズの後身）の投手コーチに就任することが発表された。兵庫には現役時代以来12年ぶりの復帰となる。2月1日付で学生野球資格を喪失した。9月21日、投手として選手登録されたが、実際に試合に出場することはなかった。同年12月1日時点では選手登録されていたが、2024年開幕前の3月30日に公示された支配下選手には名前がなく、同年度はコーチ専任となった。
2024年9月30日、兵庫の投手コーチを退任することが発表された。
2022年から株式会社ジャパンリーグが主催するジャパンウィンターリーグのゲームコーディネーターに就任。主に投手陣全般をサポートしている。2023年は2リーグ制に分かれ、プロ野球、社会人野球、独立リーグの選手らが所属するアドバンスリーグにて同職を務める。
2025年3月17日、北海道フロンティアリーグの美唄ブラックダイヤモンズで投手コーチに就任することが発表された。この投手コーチ就任は、美唄市の地域おこし協力隊就任とセットになったものである。

## 詳細情報

### 年度別投手成績
| 年 度 | 球 団      | 登 板 | 先 発 | 完 投 | 完 封 | 無 四 球 | 勝 利 | 敗 戦 | セ 丨 ブ | ホ 丨 ル ド | 勝 率 | 打 者 | 投 球 回 | 被 安 打 | 被 本 塁 打 | 与 四 球 | 敬 遠 | 与 死 球 | 奪 三 振 | 暴 投 | ボ 丨 ク | 失 点 | 自 責 点 | 防 御 率 | W H I P |
| ----- | ---------- | ----- | ----- | ----- | ----- | -------- | ----- | ----- | -------- | ----------- | ----- | ----- | -------- | -------- | ----------- | -------- | ----- | -------- | -------- | ----- | -------- | ----- | -------- | -------- | ------- |
| 2013  | マウイ     | 16    | 0     | 0     | 0     | 0        | 0     | 0     | 0        | -           | .000  | -     | 13.2     | 13       | 0           | 7        | 0     | 0        | 13       | 0     | 0        | 7     | 5        | 3.29     | 1.46    |
| 2015  | サヴィニー | 14    | 14    | 7     | 0     | 0        | 4     | 9     | 0        | 0           | .307  | 423   | 104.0    | 125      | 0           | 25       | 0     | 12       | 63       | 2     | 0        | 59    | 46       | 3.98     | 1.44    |
| 2016  | サヴィニー | 12    | 12    | 3     | 0     | 0        | 4     | 5     | 0        | 0           | .444  | 317   | 81.1     | 86       | 0           | 20       | 0     | 10       | 46       | 2     | 0        | 40    | 26       | 2.88     | 1.30    |